# 马林·图凡
马林·图凡（羅馬尼亞語：Marin Tufan，1942年10月16日—），罗马尼亚前男子足球运动员，司职前锋。他曾代表罗马尼亚国家队参加1970年国际足联世界杯，结果队伍止步小组赛阶段。